# Yeha
Yeha (en Ge'ez yiḥa, 𐩥𐩢 ḤW; en el abecedario árabe meridional: 𐩺𐩢𐩱 Yḥʾ) es una ciudad en la zona central del norte la región de Tigray en Etiopía. Probablemente fue la capital del reino pre-Aksumita de D'mt.

## Arqueología

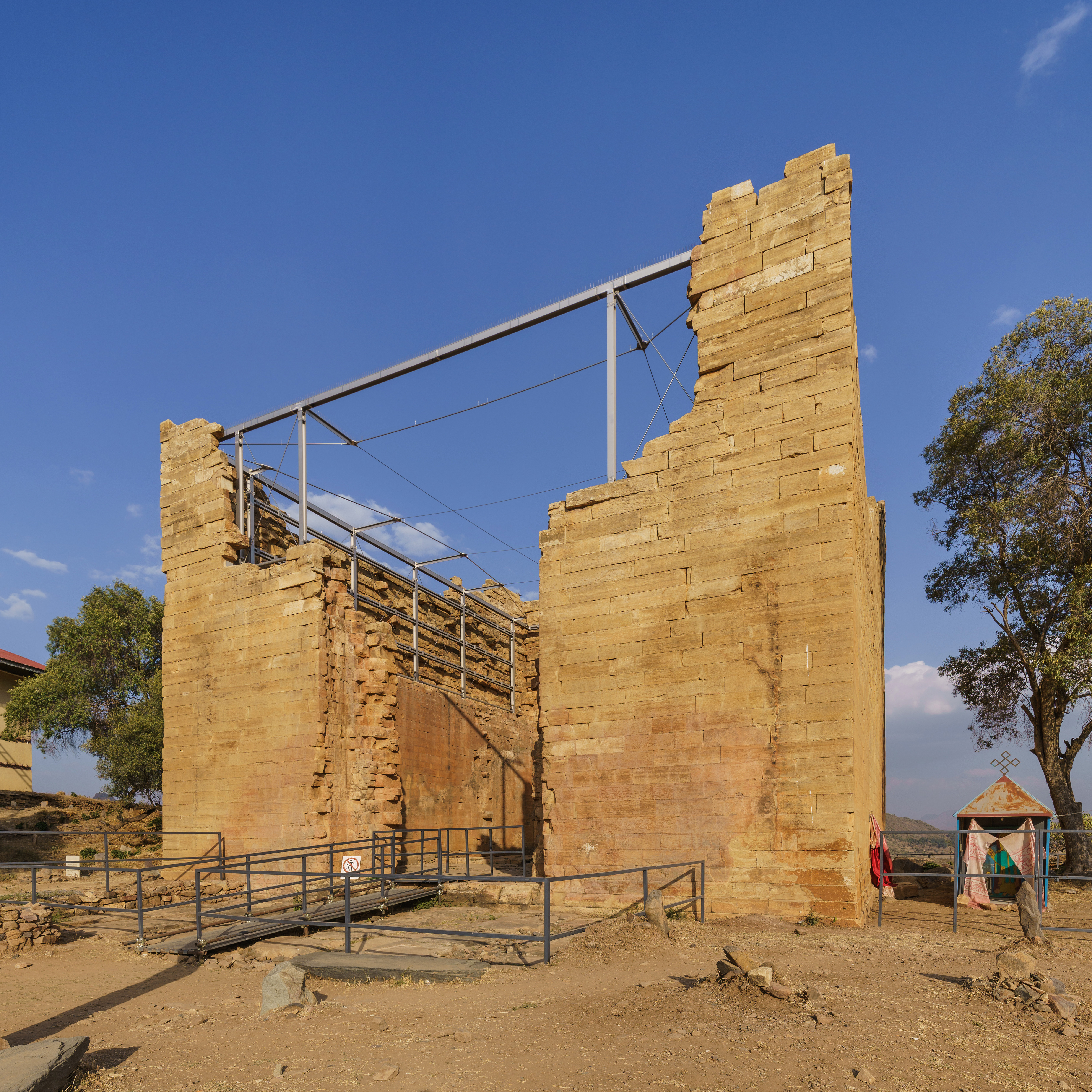
Ruinas del gran templo en Yeha.

La estructura más antigua de Etiopía, el Templo de Yeha, se encuentra en la localidad. Consta de una torre construida en estilo sabao datada por comparación con estructuras antiguas de Arabia del Sur en alrededor de 700 a. C. A pesar de que no se ha hecho ninguna datación por radiocarbono, la fecha propuesta encaja con las inscripciones locales preservadas. David Phillipson atribuye su "excelente preservación" a dos factores, "el cuidado con qué sus constructores originales aseguraron una cimentación nivelada sobre el lecho de roca desigual bedrock y su rededicación - quizás tan temprano como el siglo VI - para su uso como iglesia cristiana." Otros dos sitios arqueológicos en Yeha incluyen Grat Beal Gebri, un complejo en ruinas caracterizado por un pórtico de 10 metros de ancho y dos conjuntos de pilares cuadrados, y un cementerio con tumbas excavadas en la roca que fueron investigadas a comienzos de la década de 1960. Se ha especulado con que las tumbas contienen un entierro real, mientras otras hipótesis creen que el área residencial antigua probablemente pudo estar un kilómetro al este del pueblo moderno.

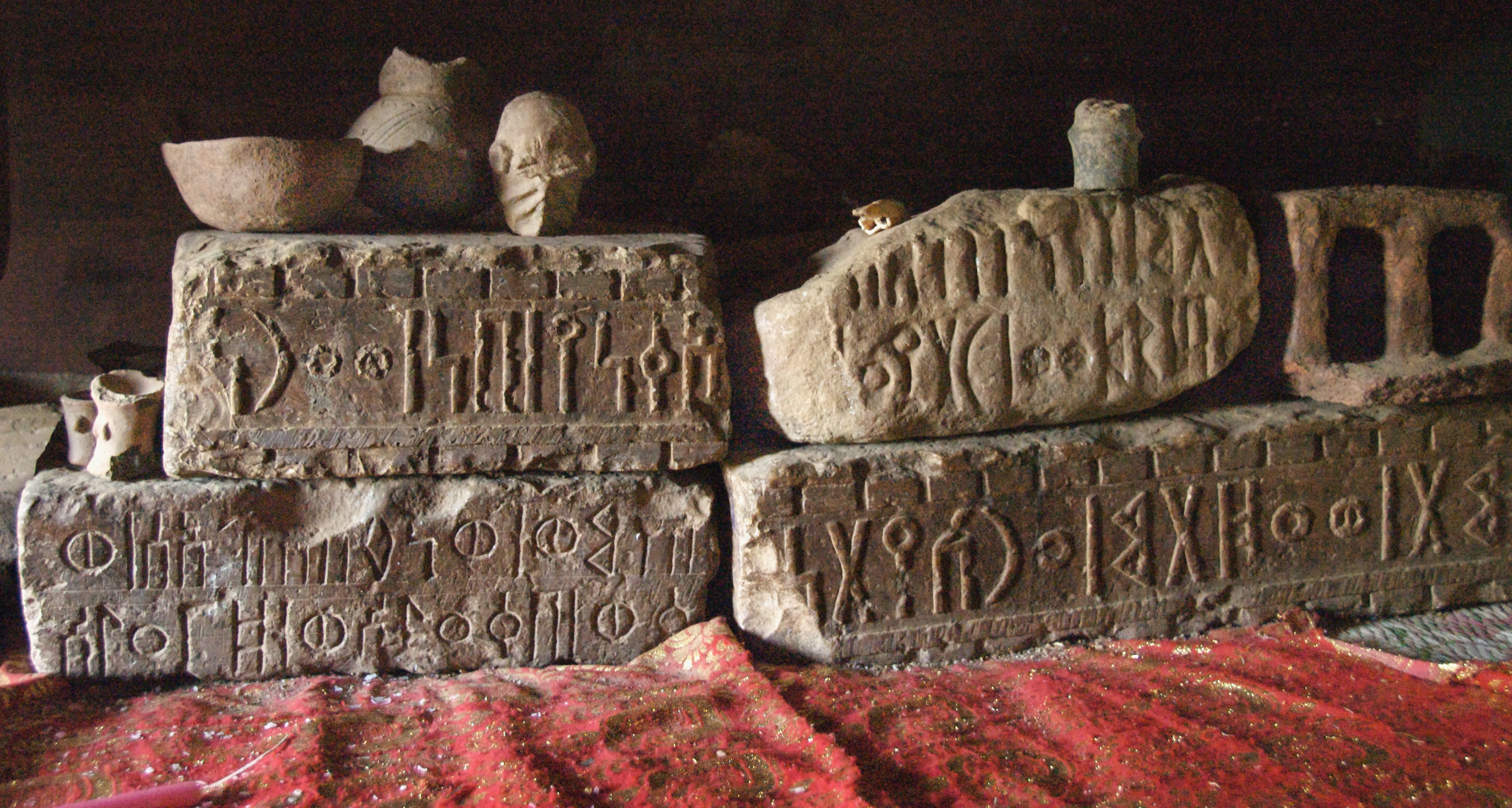
Losas antiguas con inscripciones sabas encontradas en Yeha.

Además, Yeha es la ubicación de un monasterio de la iglesia ortodoxa de Etiopía. El edificio fue fundado según tradición por Abba Aftse, uno de los Nueve Santos. En su crónica de Etiopía, Francisco Álvares menciona una visita de esta ciudad en 1520 (a la que llama "Abbafaçem") y proporciona una descripción de la torre antigua, el monasterio y la iglesia local. Dicha iglesia era el Gran Templo u otra iglesia que no se conserva pero fue descrita por la Deutsche Aksum Expedition a comienzos del siglo XX. (La estructura actual, con características arquitectónicas aksumita fue construida entre 1948 y 1949.)

El yacimiento fue explorado brevemente en febrero de 1893 por el anticuario británico Theodore Bent y su mujer Mabel. Yeha también ha sido desde 1952 el lugar de numerosas de excavaciones arqueológicas, del Instituto Etiópico de Arqueología. A pesar de que estas fueron interrumpidas durante el régimen Derg, las excavaciones fueron retomadas en 1993 por un equipo arqueológico francés.